# Rosalyn Yalow
Rosalyn Sussman Yalow (ur. 19 lipca 1921 w Nowym Jorku, zm. 30 maja 2011) – fizyczka amerykańska, laureatka Nagrody Nobla w dziedzinie fizjologii lub medycyny w 1977 za stworzenie radioimmunologicznych metod wykrywania białek i prace nad hormonami peptydowymi. Pierwsza kobieta, której przyznano Nagrodę Laskera za Podstawowe Badania Medyczne (w 1976).

## Życiorys
Rosalyn Sussman Yalow w 1941 ukończyła Hunter College i rozpoczęła studia na University of Illinois, gdzie była jedyną kobietą na Wydziale Inżynierii i pierwszą od 1917. W 1945 otrzymała tytuł doktora w dziedzinie fizyki jądrowej. Następnie pracowała jako inżynier, a potem jako wykładowca fizyki w Hunter College. Od 1947 pracowała w Bronx Veterans Administration Hospital, gdzie zajmowała się zastosowaniem radioizotopów w medycynie.
W latach 50. XX wieku Rosalyn Yalow i Solomon Berson opracowali nową czułą metodę wykrywania insuliny we krwi, która wykorzystywała reakcję antygen-przeciwciało oraz radioizotopy. Opracowana przez nich metoda, zwana RIA, może być stosowana także do wykrywania innych białek i związków. Yalow i Berson nie zgodzili się na opatentowanie tej metody.